# П'яст (Жміґруд)
Міський спортивний клуб «П'яст» Жміґруд (пол. Miejski Klub Sportowy Piast Żmigród) — польський футбольний клуб з Жміґруда, заснований у 1946 році. Виступає у Третій лізі. Домашні матчі приймає на Міському стадіоні, місткістю 900 глядачів.